# 成無己
成無己（？—？），金國聊摄（今山東省聊城）人。
生卒年不詳，據張孝忠書跋稱，成氏1156年已90餘歲，尚健在，時約為北宋末、金初之際，家居山東聊攝，靖康之難後，聊攝成為金國屬地。其家世代行醫，後人對他的生平所知不多，其友王鼎稱“目击公治病，百无一失”。著有《註解傷寒論》十卷，《傷寒明理論》三卷，《傷寒明理藥方論》一卷。
他是註解《傷寒論》的第一人；他以《內》、《難》經旨辨析《傷寒論》，對後世有很大的影響。